# María Elvira Fernández López
María Elvira Fernández López, también conocida como Maruxa Seoane (A Coruña, 24 de enero de 1912 - A Coruña 25 de marzo de 2003, Galicia, España), fue una intelectual y dinamizadora artística de la migración gallega en Argentina.  
Contribuyó a la recuperación, recopilación y catalogación del legado de Luis Seoane y su traslado a Galicia, como parte del rescate y preservación de la memoria cultural gallega, y en el desarrollo de esta tarea impulsó la creación la Fundación Luis Seoane en A Coruña.  Apoyó la trayectoria del pintor gallego-argentino, desde su labor como colaboradora artística y por ser su compañera de vida. Juntos, ejercieron como dinamizadores de la cultura gallega en el exilio, donde fueron co creadores y autores de revistas como Galicia Emigrante y Correo Literario.

## Trayectoria
Su apoyo y trabajo en relación a la actividad artística de su marido, con el que se casó por poderes emigrando a Buenos Aires después de la Guerra Civil española, hizo que conociese a toda la intelectualidad de la época en el exilio, de la que formó parte. Colaboró en algunas de las principales iniciativas de la cultura gallega en Argentina, como el Laboratorio de Formas de Galicia, la editorial Citania, el programa radiofónico “Galicia Emigrante” o Sargadelos, entre otras muchas.
Desde 1963 la vida del matrimonio se desarrolló a las dos orillas del Atlántico, alternando estancias en Galicia y en Buenos Aires. María Elvira Fernández organizó numerosas exposiciones en España y Argentina y participó en numerosos actos culturales, contando con el respeto y el apoyo de la intelectualidad galleguista del país.
Tras el fallecimiento de Luis Seoane en 1979, María Elvira Fernández dedicó su vida a la recuperación y agrupamiento de su legado para Galicia, en un proceso que culminó en 1996 con la creación de la Fundación Luis Seoane en A Coruña.

## Reconocimientos
Las aportaciones de Maruxa Seoane a la cultura gallega han sido reconocidas desde distintos ámbitos artísticos e intelectuales. En 2019, el director Juan de la Colina presentó el documental "Maruxa", que profundiza en su figura. Un año después, su legado fue objeto de la exposición "Maruxa Seoane: achegamento a Mª Elvira Fernández López", que se acercó a la figura de la intelectual gallega a través de la obra de Luis Seoane. La muestra recorrió diferentes ciudades gallegas.
En 2021, en el marco de las celebraciones del Año Xacobeo, se presentó el álbum "Memorias da Melancolía", que conecta la obra literaria de María Teresa León con el legado vital de Maruxa Seoane a través de la música. Maruxa Seoane da nombre a la biblioteca del IES Luis Seoane de Pontevedra.